# نوزو × كيمي
نوزو  × كيمي  (باليابانية : ノゾ×キミ تُنطق باليابانية : نوزو إيكسو كيمي) هو عبارة عن سلسلة أنمي ومانغا يابانية من تأليف ورسم وتوضيح المانغاكا واكو هونّا. هذه السلسلة منبثقة عن سلسلة ثانية من تأليف واكو هونّا تُعرف باسم نوزوكي أنا، تم نشر المانغا في مجلة شونين ساندي أس التابعة لعملاق النشر الياباني شوغاكوكان في الفترة من مايو 2014 إلي أبريل 2015 وتم جمع المانغا في ثماني مجلدات تانكوبون وتم إصدار ثلاث حلقات أوفا تم استديو زيكسيس في الفترة من أغسطس 2014 إلي فبراير 2015

## الشخصيات
كيمي سوجا (باليابانية : 須賀 キミオ يٌنطق باليابانية : سوجا كيمي)
أداء صوتي: يوسكي كوباياشي
كيمي سوجا هو بطل المسلسل، و هو طالب في المدرسة الثانوية الذي يعيش مع والدته في شقة. لا يستطيع تحمل العلاقة الغريبة التي يجد نفسه مع جارته نوزومي كوميني، مُعتبراً ذلك مصدراً حقيقياً للمشاكل حيث أنه يكره أن تُقظه نوزومي كل يوم و ذلك لتظهر أمامه بأوضاع مثيرة .
نوزومي كوميني (باليابانية : 小嶺 ノゾミ  يٌنطق باليابانية : نوزومي كوميني )
أداء صوتي: أياكا سوا
نوزومي كوميني هي بطلة المسلسل جانب كيمي تحب كيمي و تظهر أمامه بوضعيات مثيرة كل يوم منذ أن رأته داخل غرفة تبديل الفتيات بحيث لم تريد نوزومي فضح كيمي في مقابل أن يقوما بأظهار نفسيهما لبعض كما تقول 
يوكي ماكي ( باليابانية : 牧野 ユウキ يٌنطق باليابانية :  ماكينو يوُكي )
يوكي هي فتاة تدرس في نفس المدرسة مثل أبطال الرواية وفي الأنيمي هي أول من تعرف عن علاقة نوزومي بكيمي الغريبة.يوكي لديها عُقدة نحو ثديَيها الكبيرين، كما أن صدرها الكبير سبب في غيرة الفتيات منها وكراهية بعضهن لها من جانب الفتيان يسخرون منها لأن تلك العقدة تجعلها تمشي منحنية تماماً كالعجائز. وهذه المشكلة هي التي تجذب انتباه نوزومي، التي تدعوها إلى السطح للكشف عن طبيعة علاقتها مع كيمي، مما دفعها إلى طلب المساعدة لحل المشكلة وقام الأخير بمساعدتها لتحل عقدتها وتتقبل أن صدرها الكبير ليس نقمة أنما هو جزء من جسمها فعليها تقبل ذلك.
أداء صوتي: شيزوكا إيشيغامي
ميري واتانوكي قالب:نيهونغو : باليابانية : 綿貫 ミレイ
أداء صوتي: يو سيريزاوا
هي فتاة تريد أن تكتشف سر الشبح الذي يظهر في غرفة نادي السباحة الذي ترتاده الأولي  فتطلب من كيمي و نوزومي المساعدة و يساعدونها بحل قضية الشبح و يذهبون معًا للمهرجان في الليل و يشاهدون الألعاب النارية 
ميتشيرو سونودا  باليابانية :  園田 ミチル (يٌنطق باليابانية : سونودا ميتشيرو )
أداء صوتي: مآيا أوتشيدا
ميتشيرو هي فتاة رياضية ضمن فريق المشجعات تغار من نوزومي تحاول رسم خٌطة لكي تجعل الجميع يكرهونها و عندما تكتشف نوزومي المقالب التي تدبرها لها تقول لكيمي و تطلب منه أن يساعدها في كشف حقيقة أكاذيب ميتشرو للجميع لكن كيمي نفسه لا يصدقها و يبتعد عنها 
لكن بالنهاية تنفضح ميتشيرو و يعرف الكل أنها ذات شخصية نرجسية أنانية كاذبة غيورة تريد أن تنال أحترام و اعجاب الجميع و لا تحب أن يلمع أحد سواها

## وسائط

### مانجا
نوزو × كيمي  هي مانغا من تأليف ورسم  المانغاكا واكي هونا. إنه جزء من مانجا أخرى من تأليف واكي هونا تسمينوزوكي أنا  . نشر هونا السلسلة من 3 فصول بعنوان  بالعربية نوزومي و كيميو ( باليابانية : ノゾミとキミオ  نقرحة : نوزومي تو كيميو ) ، في مجلة شونين الأسبوعية التي تصدر يوم الأحد التابعة لعملاق النشر شوغاكوكان في الفترة من 16 فبراير إلى 2 مارس 2011 . تم نشر السلسلة تحت عنوان  كيمي إكس نوزو في مجلة  شونين الأسبوعية التي تصدر يوم الأحد التابعة لشوجاكوكان في الفترة من 25 مارس 2012 إلى 25 فبراير 2014. و تبعه الجزء الثاني، تحت عنوان نوزو × كيمي: 2-نينسين -هين ( باليابانية : ノゾ×キミ 2年生編) ، والذي تم تسلسله في شونين الأسبوعية التي تصدر يوم الأحد و تم نشره في الفترة من 28 مايو 2014  حتى  15 أبريل 2015. جمعت شوجاكوكان الفصول في ثمانية مجلدات  ، تم إصدارها في الفترة من 28 سبتمبر 2012 حتى 18 يونيو 2015.

#### قائمة المجلدات المانغا
| ترتيب المجلد | تاريخ طرح المجلد | الرقم التعريفي الدولي للكتاب |
| ------------ | ---------------- | ---------------------------- |
| 1            | 28 سبتمبر 2012   | ISBN 978-4-09-123830-6       |
| 2            | 18 أكتوبر 2013   | ISBN 978-4-09-124490-1       |
| 3            | 18 يونيو 2014    | ISBN 978-4-09-124672-1       |
| 4            | 18 أغسطس 2014    | ISBN 978-4-09-125075-9       |
| 5            | 18 نوفمبر 2014   | ISBN 978-4-09-125369-9       |
| 6            | 18 فبراير 2015   | ISBN 978-4-09-125597-6       |
| 7            | 17 ابريل 2015    | ISBN 978-4-09-125808-3       |
| 8            | 18 يونيو 2015    | ISBN 978-4-09-126156-4       |

### الرسوم المتحركة الأصلية للفيديو
تم إنتاج فيلم رسوم متحركة أصلي من ثلاث حلقات (OVA) بواسطة Zexcs وإخراج ماساتو جينبو. تم تجميع الحلقة الأولى مع الإصدار الخاص من المجلد الرابع للمانغا، والذي تم إصداره في 18 أغسطس 2014. تم تجميع الحلقة الثانية مع الإصدار الخاص من المجلد الخامس للمانجا، والذي تم إصداره في 18 نوفمبر 2014. تم تجميع الحلقة الثالثة والأخيرة مع الإصدار الخاص من المجلد السادس للمانجا، والذي تم إصداره في 18 فبراير 2015.
في مايو 2021، أعلنت شركة Sentai Filmworks أنها قامت بترخيص OVA.

## روابط خارجية
- موقع Manga الرسمي على Web Sunday باللغة اليابانية
- الموقع الرسمي للأنمي باللغة اليابانية
- نوزو × كيمي (مانغا) في شبكة أخبار الأنمي